# Fidel Bassa
Fidel Bassa (El Retén, Magdalena, 18 de diciembre de 1962) es un boxeador y empresario colombiano, campeón mundial mosca de la Asociación Mundial de Boxeo entre 1987 y 1989. Tuvo como entrenador al panameño Ramón "El Curro" Dosman y como empresario a Billy Chams. 

## Campeonato mundial
Fidel Bassa se coronó campeón mundial mosca de la AMB por decisión unánime ante el panameño Hilario Zapata el 13 de febrero de 1987 en el Country Club de Barranquilla. En la pelea se presentó un incidente en el octavo asalto, en el que Zapata se fue a la lona luego de que aparentemente un espectador lo desequilibró halándole la pierna izquierda. El campeón se abalanzó sobre el público lanzando golpes desde el cuadrilátero, cuerdas de por medio, y al parecer recibió un golpe en la cabeza por parte de un fanático, tras lo cual, el combate tuvo que ser suspendido por más de 5 minutos. A raíz del inconveniente, las comisiones de Colombia y de Panamá rompieron relaciones y la controversia desembocó en la revancha en Ciudad de Panamá, en la segunda defensa de Bassa. Ver Incidente Bassa-Zapata (I) - Octavo asalto.
Fidel Bassa defendió su título 7 veces:
- Dave McAuley - Victoria por nocaut técnico en 13 asaltos.
- Hilario Zapata - Empate.
- Félix Martí - Victoria por decisión unánime.
- Dave McAuley - Victoria por decisión unánime.
- Ray Medel - Victoria por decisión unánime.
- Julio Gudiño - Victoria por nocaut técnico en 6 asaltos.
- Jesús "Kiki" Rojas - Derrota por decisión dividida.

En su primera defensa ante Dave McAuley en Belfast, Irlanda del Norte, Bassa se recuperó de tres caídas en los asaltos intermedios, una en el tercero y dos en el noveno, y derrotó a su oponente por nocaut técnico en el asalto 13. La riña fue elegida pelea del año por la AMB.
La revancha ante Hilario Zapata, que fue declarada empate, y en la que Bassa fue derribado en el primer asalto, generó una gran protesta entre los asistentes al Gimnasio Nuevo Panamá, al punto que la delegación colombiana tuvo que refugiarse debajo del ring ante el ataque con botellas, sillas y todo tipo de objetos.
En su última defensa, Bassa perdió el título ante el venezolano Jesús "Kiki" Rojas por decisión dividida en Barranquilla. En esta pelea sufrió desprendimiento de retina y decidió retirarse del boxeo.